# Хайнрих, Доминик
Доминик Ха́йнрих (нем. Dominique Heinrich; род. 31 июля 1990, Вена) — австрийский хоккеист, защитник клуба «Вена Кэпиталз» и сборной Австрии.

## Карьера
Доминик Хайнрих играть в хоккей начинал в родной Вене за местный «Виенер». В 2007 году перешёл в «Ред Булл». За сборную Австрии выступал на юниорских и молодёжных первенствах. За основную сборную дебютировал 12 ноября 2010 года в матче против сборной Франции.